# Jan Czapla (oficer)
Jan Czapla vel Czaplo (ur. 12 czerwca 1893 w Lidzie, zm. 14 sierpnia 1920 pod Borkowem) – major piechoty Wojska Polskiego, działacz niepodległościowy, kawaler Orderu Virtuti Militari.

## Życiorys
Urodził się 12 czerwca 1893 w Lidzie, w rodzinie Juliana i Weroniki z Arlukiewiczów. W 1912 wstąpił do Wileńskiej Szkoły Wojskowej. 1 października 1914 został mianowany podporucznikiem ze starszeństwem z 1 lipca 1914 i wcielony 3. kompanii 148 batalionu rezerwowego. 7 stycznia 1915 został przeniesiony do 204 pułku piechoty (ros. 204-й пехотный Ардагано-Михайловский полк), należącego do 51 Dywizji Piechoty. W jego szeregach walczył na frontach I wojny światowej. 1 czerwca 1915 pod Jarosławiem został kontuzjowany w lewą nogę i głowę, a następnie leczony w Kijowie. 12 marca 1916 został ranny w głowę. Absolwent Akademii Sztabu Generalnego w Piotrogrodzie. Awansował na porucznika i sztabskapitana.
Od lipca 1918 walczył w szeregach 1 Pułku Strzelców Polskich im. Tadeusza Kościuszki.
W 1919 powrócił do kraju. Walczył na froncie polsko-bolszewickim. Poległ 14 sierpnia 1920 dowodząc I batalionem 1 Syberyjskiego pułku piechoty w czasie bitwy o Borkowo, gdy na czele nielicznego oddziału ochotników zdobył w walce na bagnety umocnione pozycje nieprzyjaciela. Za czyn ten odznaczony został Krzyżem Srebrnym Orderu „Virtuti Militari”. 23 października 1920 został pośmiertnie zatwierdzony z dniem 1 kwietnia 1920, jako oficer byłej 5 Dywizji Strzelców Polskich w stopniu majora, w piechocie, w grupie oficerów byłych Korpusów Wschodnich i byłej armii rosyjskiej.
Był kawalerem, bezdzietnym.

## Ordery i odznaczenia
- Krzyż Srebrny Orderu Virtuti Militari nr 173[2][8] – pośmiertnie 26 marca 1921[11]
- Krzyż Niepodległości – pośmiertnie 7 lipca 1931 „za pracę w dziele odzyskania niepodległości”[12]
- Order Świętego Stanisława 2 stopnia z mieczami – 31 marca 1917[6]
- Order Świętego Stanisława 3 stopnia z mieczami i kokardą – 4 września 1916[6]
- Order Świętej Anny 4 stopnia z napisem na szabli „Za odwagę” – 9 maja 1916[6]